# Răzvan Florea
Răzvan Florea (Costanza, 29 settembre 1980) è un nuotatore rumeno.
Ha vinto la medaglia di bronzo nei 200m dorso alle Olimpiadi di Atene 2004.

## Palmarès
- Olimpiadi

Atene 2004: bronzo nei 200m dorso.
- Europei

Madrid 2004: argento nei 200m dorso.
Budapest 2006: bronzo nei 200m dorso.
Eindhoven 2008: bronzo nei 200m dorso.
- Europei in vasca corta

Helsinki 2006: bronzo nei 200m dorso.